# كلية دافيس للطب بجامعة كاليفورنيا
كلية دافيس للطب بجامعة كاليفورنيا (بالإنجليزية: University of California, Davis School of Medicine)‏ هي إحدى الكليات لتدريس الطب في الولايات المتحدة الأمريكية. تقع في مدينة ساكرامينتو في ولاية كاليفورنيا الأمريكية. نوع الشهادة الطبية التي يتم تحصيلها هناك هي دكتور في الطب.